# Pterolamia (owad)
Pterolamia – rodzaj chrząszczy z rodziny kózkowatych i podrodziny zgrzypikowych. 

## Zasięg występowania
Przedstawiciele tego rodzaju występują we wsch. Chinach.

## Systematyka
Do Pterolamia należą 2 gatunki:
- Pterolamia quadricristata
- Pterolamia strandi